# Małaja Minusa
Małaja Minusa (ros. Малая Минуса) – wieś w Rosji, w Kraju Krasnojarskim, położona kilka kilometrów od Minusińska, na dwóch brzegach rzeki Minusinki. W kwietniu 1942 roku w miejscowości został otwarty sierociniec dla dzieci narodowości polskiej przesiedlonych do ZSRR między 1939 a 1941 rokiem. Stan osobowy w 1942 roku liczył przeciętnie 45 osób. W czasie wyjazdu sierocińca do Polski w 1946 roku było w nim 143 dzieci.